# Templo de Daca
Daca (em árabe: الدكة; romaniz.: ad-Dakka), Pselquete (em egípcio: Pselqet), Per Selquete (em egípcio: Preselket) ou Psélquis (em grego clássico: Pselkhis) é um templo egípcio da Baixa Núbia, 56 quilômetros ao sul de Assuã. Era dedicado a Tote, Sátis, Anúquis, Sélquis, entre outros. De início era uma capela de apenas um cômodo, cuja ereção foi iniciada no século III a.C. pelo rei cuxita Arcamani e dedicada a Tote, Hapi, Ísis, Osíris e Arensenúfis. Foi feito sobre obras do Reino Médio (2055–1650 a.C.), como uma dedicada pelo faraó Amenemés I (r. 1985–1955 a.C.), por estar situado em frente do forte de Cubã da XII dinastia (1985–1795 a.C.)  que protegia o acesso às famosas minas de ouro em Uádi Alaqui. Outras pedras utilizadas no templo são de obras da XVIII dinastia (1550–1295 a.C.) do Reino Novo (1550–1069 a.C.) dos faraós Tutemés II (r. 1492–1479 a.C.), Tutemés III (r. 1479–1425 a.C.), Hatexepsute (r. 1473–1458 a.C.) e Seti I (r. 1294–1279 a.C.).
As reformas cuxitas devem ter ocorrido no momento que o faraó do Reino Ptolemaico (332–30 a.C.) recuou de Dodecasqueno, região onde o templo foi erigido. Quando os Ptolomeus voltaram à Baixa Núbia, a inscrição com o título genérico de faraó (per-aa) foi comumente feita em Daca e outros sítios, talvez pela rápida sucessão no período ptolemaico tardio e a incapacidade dos pedreiros de acompanhar isso. Há também inscrições gregas de Ptolomeu II (r. 285–246 a.C.) e Ptolomeu III (r. 246–221 a.C.).  Sob Ptolomeu IV (r. 221–205 a.C.), foi adicionada uma antecâmara e estrutura com portões e  Ptolomeu IV ampliou-o com uma pronau com duas fileiras de três colunas. Na Época Romana (30 a.C.–395 d.C.), imperadores Augusto (r. 27 a.C.–14 d.C.) e Tibério (r. 14–37) o ampliaram com um segundo santuário, nos fundos do complexo, e muros internos e externos com grande pilone. O santuário continha ainda uma nau de granito.
Foi transformado num fortaleza-templo pelos romanos, e cercada por uma muralha de pedra de 270 por 444 metros, com uma entrada ao longo do Nilo. Um grande dromo leva ao pilone que formava a entrada do templo e cada uma das torres do pilone são decoradas com altos-relevos e trazem diversos grafites de visitantes, sobretudo grego, mas alguns nas escritas demótica e meroítica. Há relevos de vacas, oferecidas a Tote, entalhadas na nau. Um longo caminho de 55 metros, para procissões, se estendia do pilone até um terraço à beira do Nilo. No período cristão, a fachada do pronau foi convertida em igreja, e pinturas de temas cristãs cobriam as esculturas. O templo ruiu em 1908-1909, e foi reconstruído depois pelo arquiteto e egiptólogo italiano Alessandro Barsanti. Com a construção da represa de Assuã, na década de 1960, foi desmontado e transferido para a localidade de Nova Uádi Sebua, a cerca de 40 quilômetros a norte, entre 1962 e 1968.